# 식보이 (래퍼)
식보이(1987년 4월 10일 ~)는 미국의 래퍼다. 2016년 싱글 앨범 [Raw Shiit]으로 데뷔했다.

## 방송
- 쇼미더머니 5 (2016) - 2차 예선 탈락
- 쇼미더머니 6 (2017) - 2차 예선 탈락
- 쇼미더머니 8 (2019) - 3차 예선 탈락
- 마이크 스웨거 5 (2019)
- 쇼미더머니 9 (2020) - 2차 예선 탈락
- 쇼미더머니 11 (2022) - Top108
- 랩컵 (2024) - Top16(14위)

## 공연
- #우리의무대를지켜주세요 (2021)
- CRUMP VOL.10 〈2021 한국힙합〉 (2021)
- CRUMP VOL．12 〈2022 신년 맞이 힙합 콘서트〉 (2022)
- YNC 콘서트 - 해상전투 (2022)
- WAVEON 아트 페스티벌 (2022)
- 2022 할로우 프릭 뮤직 파티 페스티벌 (2022)